# 47 Leonis Minoris
47 Leonis Minoris är en gul jätte i stjärnbilden Stora björnen. Trots sin Flamsteed-beteckning tillhör den inte Lilla lejonets stjärnbild. Den ligger på gränsen mellan stjärnbilderna och fick byta tillhörighet vid översynen av gränser mellan stjärnbilderna år 1930 och benämns sedan bytet av stjärnbild ofta HD 94497.
Stjärnan har visuell magnitud +5,73 och är synlig för blotta ögat vid god seeing. Den ligger på ett avstånd av ungefär 290 ljusår.